# Gustaaf Sorel
Gustaaf Sorel (* 17. Januar 1905 in Ostende; † 14. Mai 1981 ebd.) war ein flämischer Maler und Zeichner.

## Leben und Werk

### Jugend
Gustaaf Sorel war das jüngste von drei Kindern der Eheleute Henri Sorel und Maria Blomme. Seine Eltern trennten sich bereits drei Jahre nach seiner Geburt. Er wuchs in den einfacheren Gegenden des Fischersviertels von Ostende auf, wo seine Mutter in der Sint-Paulusstraat ein Wäschegeschäft betrieb. In der Grundschule erhielt er einige grundlegende Zeichenstunden, doch mehr war zu diesem Zeitpunkt nicht möglich, denn 1914, mit Ausbruch des Ersten Weltkriegs flüchtete seine Familie nach London. Dort ging es ihnen wirtschaftlich sehr schlecht und sie waren mehrfach gezwungen umzuziehen.
1919 kehrte seine Familie nach Ostende zurück. Sorels Mutter öffnete erneut ihren Laden, der in der Zwischenzeit beinahe völlig ausgeplündert worden war. Gustaaf Sorel besuchte das Königliche Gymnasium von Ostende. Obwohl er dort ein Schüler des Künstlers Auguste Distave (1887–1947) wurde, war Sorel großteils Autodidakt. In einem Turnverein lernte er Karel Jonckheere, den späteren Schriftsteller, kennen – eine Bekanntschaft die zu einer langjährigen Freundschaft wurde.

### Debüt

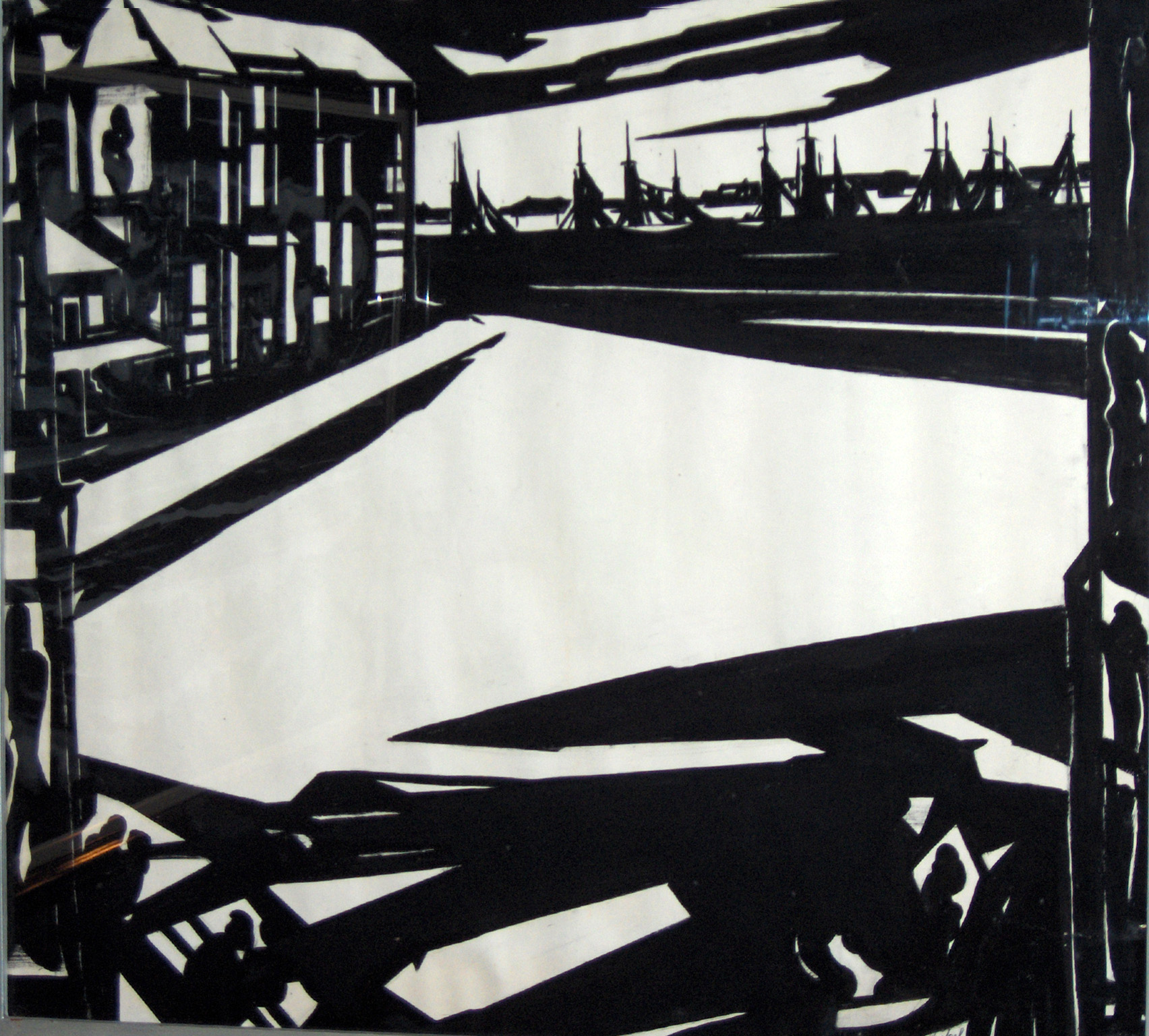
Het Vissersplein (ca. 1930)

Nach dem Wehrdienst in Antwerpen im Jahre 1925 folgte eine Ausbildung zum Buchhalter. Diese Betätigung widerstrebte ihm allerdings. Vielmehr spielte er mit dem Gedanken die künstlerische Laufbahn einzuschlagen. Um etwas hinzuzuverdienen, arbeitete er saisonabhängig im Casino Kursaal von Ostende.
Seine ersten Werke datieren ebenfalls um das Jahr 1925. Es handelt sich um Linographien und Schwarzweißzeichnungen, stark inspiriert durch den erneuernden grafischen Stil und die schlichte Formgebung von Frans Masereel und Joris Minne, aber auch die farbigen Gemälde von Masereel müssen einen großen Einfluss auf Sorel gehabt haben. In einigen Werken wird außerdem ein stilistischer Einfluss seines Ostender Kollegen Leon Spilliaert deutlich.
Ein frühes Werk – Rachel (Ostindische Tinte auf Papier) – datiert vom Mai 1925. Es ist noch eine klassische figurative Zeichnung, wobei das Abbild dieses Models durch kurze Striche geformt wird. Dasselbe Profil benutzte er später in einer anderen Zeichnung mit ostindischer Tinte auf Papier aus dem Jahr 1928 (Jong meisje in de schaduw). Aus dieser Zeit stammt auch die Zeichnung De lach (1927), in der der Einfluss Masereels deutlich zu Tage tritt.
Diese ersten Arbeiten wurden schon 1929 in einer Ausstellung in den Räumen des örtlichen Blattes Le Carillon präsentiert. Ein Jahr später folgte eine Ausstellung im Cercle Littéraire d'Ostende. Im Laufe der 1930er-Jahre folgten noch mehrere Ausstellungen, u. a. in der Ostender Galerie Studio, wo er eine gemeinsame Ausstellung gab mit James Ensor und anderen Künstlern. Ensor pries das neue Talent mit den Worten Gustaaf Sorel, „c'est le diamant noir de la peinture contemporaine“, womit er auf den Schwarz-Weiß-Kontrast und das Licht, welches Sorels Werke ausstrahlten, anspielte. Auch von Kunstkritikern erhielt er damals bereits positive Resonanz.

### Gründung der Akademie

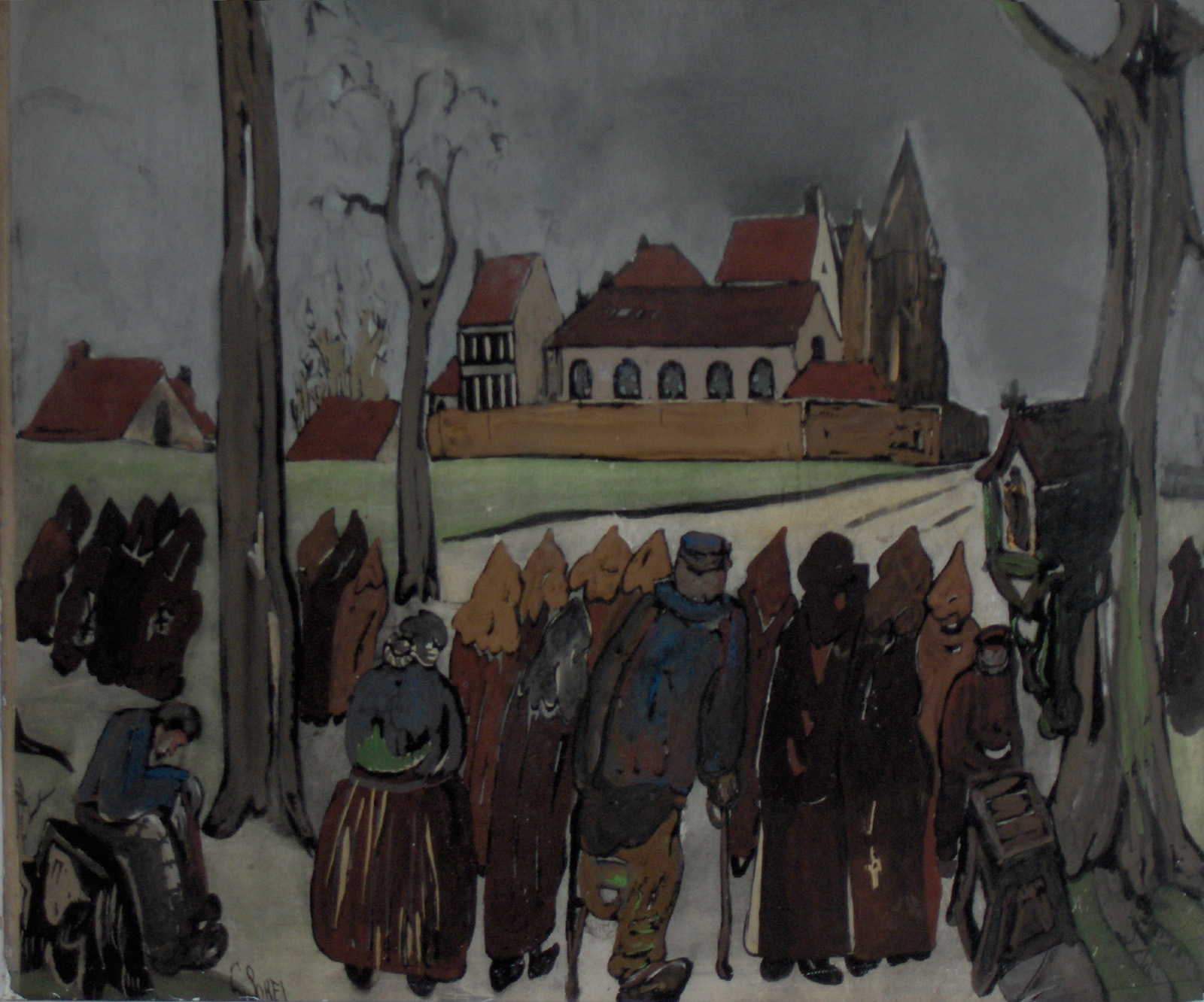
Op weg naar de kerk (1935)

In Ostende existierte zu dieser Zeit bereits eine Akademie für die Schönen Künste, jedoch wurde dort mehr Wert auf die technische Seite der Ausbildung gelegt, als auf den künstlerischen Aspekt. Gustaaf Sorel beschloss darum 1934, zusammen mit Alfons Blomme und einigen anderen lokalen Künstlern, eine neue Akademie in Ostende zu gründen. Ende der 30er-Jahre begann er zudem auch in Farbe zu malen: Gouache auf Papier. Er arbeitete meistens bis spät nachts in einer abgedunkelten Kellerküche, beim Licht einer schwachen elektrischen Glühbirne.
Aus dieser Zeit stammen die folgenden Werke:
- Op weg naar de kerk (ca. 1935) – eine Gouache auf Papier, mit düsterer Farbgebung, beinahe schwarz-weiß.
- Panoramisch landschap – Gouache auf Papier in düsteren Farben.
- De doop (dorpsgezicht) (1937) – eine andere Gouache auf Papier; bereits farbiger, doch der düstere Eindruck ist noch stets vorhanden.
- Processie met dragers van een miniatuurkapelletje (1937) – Gouache auf Papier.
- Panoramisch gezicht met volksverhuizers (1938) – eine Zeichnung mit ostindischer Tinte.
- Zeedijk (1939) – Zeichnung mit straffen Linien (ostindische Tinte auf Papier) (Einfluss von Leon Spilliaert)

### Zweiter Weltkrieg

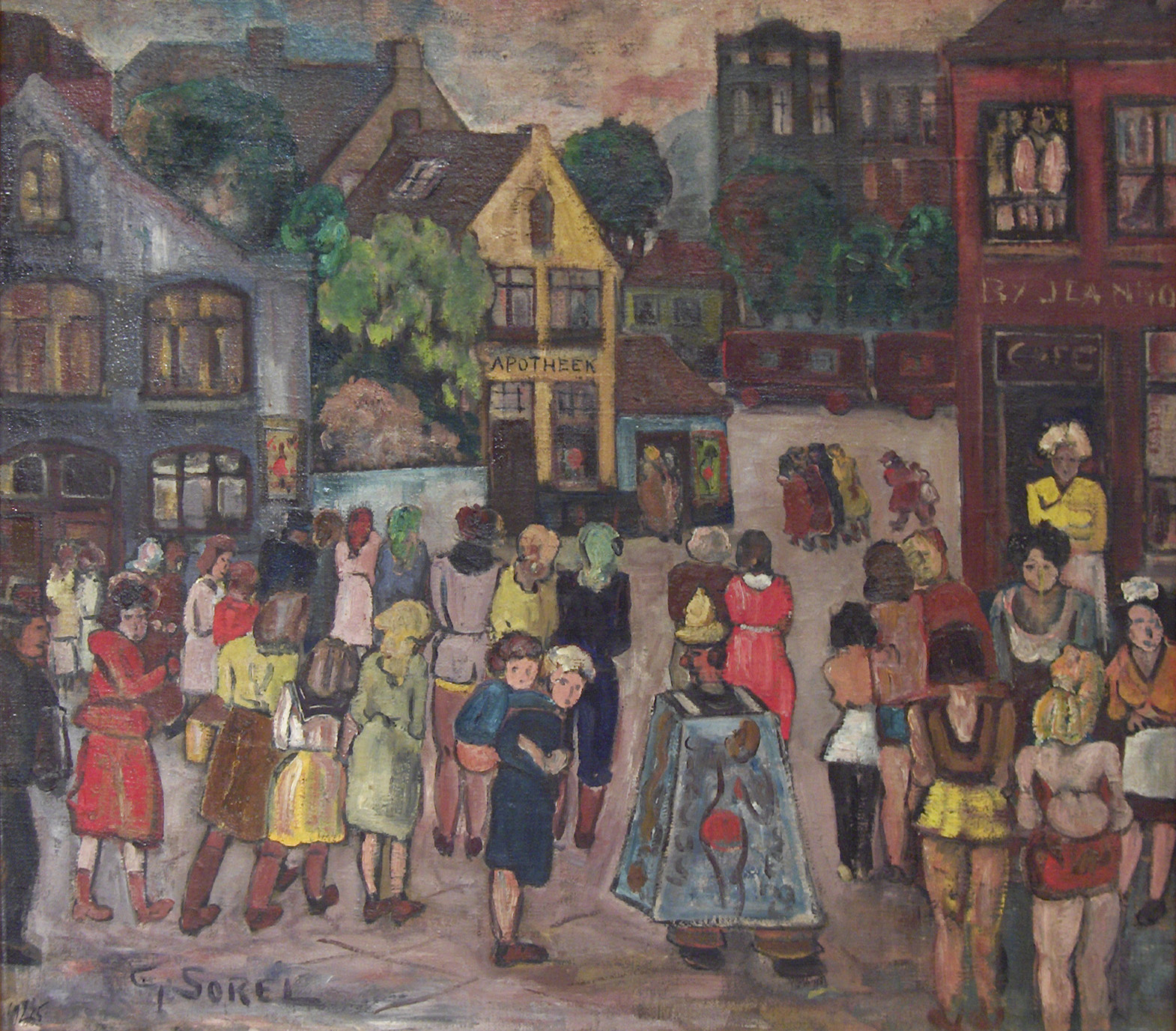
Op weg naar de kermis (1945)

Im Januar 1940 wurde Sorel wieder in die Armee eingezogen. Nach der Kapitulation des belgischen Militärs am 28. Mai 1940 wurde er als Kriegsgefangener in einer Ostender Kaserne interniert. So wie viele flämische Wehrpflichtige wurde er bereits nach einigen Monaten wieder freigelassen. Er fand eine Anstellung als Stadtangestellter bei der Commissie voor Openbare Onderstand und wurde der Winterhilfe zugewiesen. 1944 wurden die Bewohner des Zentrums von Ostende auf deutschen Befehl hin zwangsevakuiert. Die Familie Sorel fand Unterschlupf bei den Großeltern mütterlicherseits in Wezembeek-Oppem bei Brüssel. Von dort zogen sie später nach Elsene, wo sie knapp der Gestapo entkamen.
Auch in diesen schwierigen Zeiten führte Sorel seine künstlerischen Arbeiten fort. Allmählich wurde sein Werk farbiger, aber das Kolorit und die Atmosphäre blieben düster. Um 1945 begann er das erste Mal mit Ölfarbe auf Leinwand zu malen.
- Volkstoeloop (1942) – Gouache auf Papier.
- Publiciteitscaravaan van een circus (1942) – Gouache auf Papier.
- Bosweg (1944) – Gouache auf Papier.
- Op weg naar de kermis (1945) – farbige Ölfarbe auf Leinwand.
- Kapelletje van Bredene (1945) – ostindische Tinte auf Papier.

Sorel malte den einfachen Durchschnittsmenschen zusammengeschart in der Straße, als Zuschauer vor einem Kirmeszelt oder einem Circus, oder als Mitläufer in einer Prozession. Die Figuren wenden dem Betrachter meist den Rücken zu. Nur wenige Figuren sind von vorne dargestellt, mit gelangweilten, wenig ausdrucksvollen Gesichtern. Sorel schuf auch einige dunkle Landschaftsgemälde und beschäftigte sich verstärkt mit dem Darstellen von Stadtansichten.

### Arbeit im Schlachthaus
Nach diesem kurzen Aufenthalt in Wezembeek-Oppem und Elsene kehrte die Familie Ende 1944 zurück nach Ostende. Gustaaf Sorel bekam 1946 eine Anstellung beim städtischen Schlachthaus, wo er arbeitete, bis er 1967 aus gesundheitlichen Gründen in den Ruhestand ging.
Seine Arbeit im Schlachthaus inspirierte ihn im Laufe der Jahre zu verschiedenen Zeichnungen mit ostindischer Tinte und zu den Gemälden Slachthuis in weißen, blauen und grauen Farben und Bureau in het Slachthuis, einer Darstellung seines Arbeitszimmers.

### Wiedereröffnung der Akademie

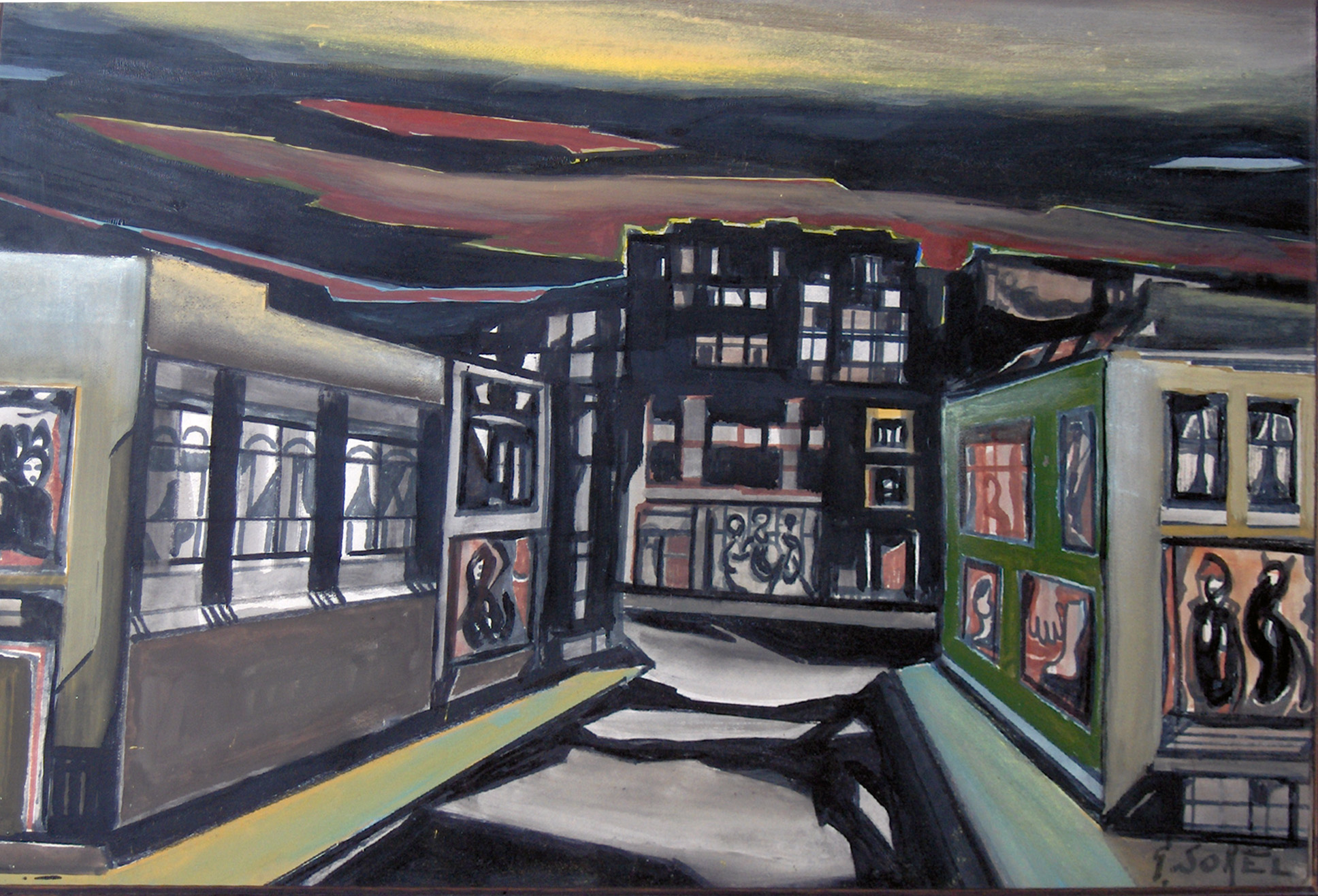
De IJskelderstraat (ca. 1950)

In der Nachkriegszeit eröffnete er erneut die Akademie, die erst als freie Akademie, welche kaum durch den Staat gefördert wurde, bestand, und schließlich zur städtischen Kunstakademie wurde. 1948 wurde er zum Direktor ernannt, bis ihm 1977 der Ostender Maler Willy Bosschem nachfolgte. Zu Anfang zählte die Akademie einige bedeutende Namen im Lehrkörper, wie Maurice Boel, Raoul Servais, Jef de Brock und den Bildhauer Bernard van Humbeeck.
Die Kunstakademie wurde für viele Künstler der Beginn ihrer Karriere, darunter Etienne Elias, Daniël Declercq, Redgy van Troost, Jacki Tavernier, André Sorel, Hubert Minnebo, Roland Devolder, Francine van Mieghem, Julien Hermans, Mia Moreaux, Denise Verstappen, Pierre Remaut, Roger Remaut u. a.
Diese Zeit war für Sorel eine fruchtbare Periode:
- De drie Zoons (1948) – Holzkohle auf Papier (Porträt seiner drei Kinder Louis, André und Willy).
- Het circus (1949) – Ölfarbe auf Holz; eines seiner wenigen Werke mit relativ fröhlicher Atmosphäre.
- Zeewijding (1949) – Ostindische Tinte auf Papier.
- Winkelpand in de stad (1950) – Ostindische Tinte auf Papier.
- Duivelsmeisjes und Twee figuren: Travesties uit de Lapin Agile (ca. 1950) – Gouache auf Papier.
- Torengebouw (1953).

### Durchbruch und Tod

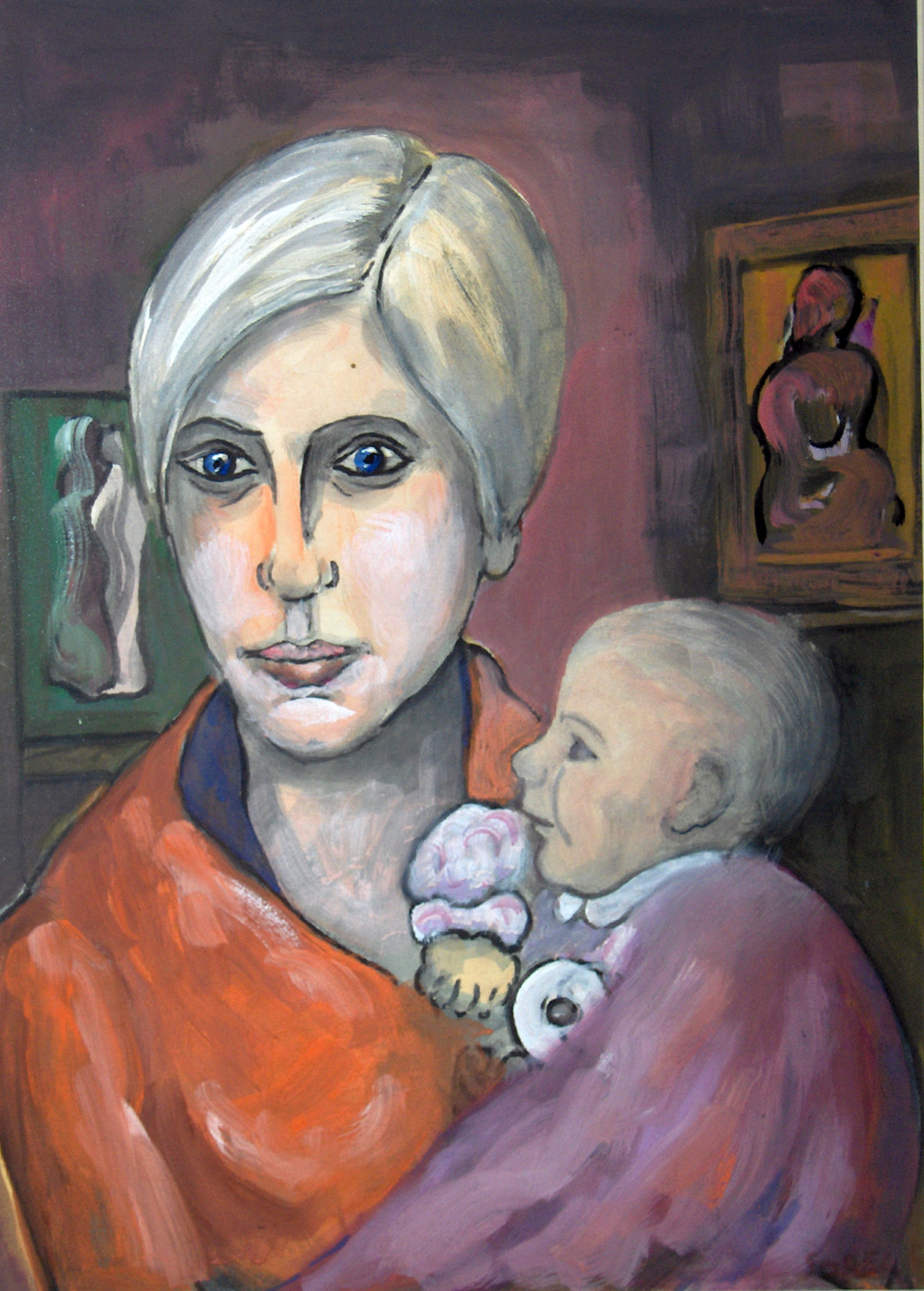
Moeder met kind (1970)

Sorel machte sich mehr und mehr einen Namen. Er gab beinahe jährlich Ausstellungen, meistens in Ostende, aber auch in Brüssel, Kortrijk und schließlich im Ausland, so wie in Paris (1954), Valencia, Bordeaux, Düsseldorf (1962), New York und Philadelphia.
Ab 1953 entwickelte sich sein Stil weiter. Als wäre es eine Obsession, beschäftigte er sich mit dem Herausarbeiten von drohenden Giebeldächern. Er verwendete dicke, schwarze, vertikale Linien und mitunter kontrastreiche Farbpaletten. Zusammen mit kubistischen Elementen wurde die Ausstrahlung seiner Gemälde damit noch dramatischer.
In den 60er-Jahren begann seine Gesundheit schwächer zu werden und er musste einige Male operiert werden. Trotzdem gab er seine künstlerische Arbeit nicht auf.
- Stadsgezicht (1956) – Ölfarbe auf Holz.
- België (straatgezicht) (1957) – Ölfarbe auf Leinwand.
- Straat met eenzame wandelaar (1959).
- De Tweeling (1960) – Ölfarbe auf Holz.
- Visserskaai (1963) – Ölfarbe auf Holz.
- Het Witte Huis (1964) – Ölfarbe auf Holz.
- Zicht op de Zeedijk met Straatlantaarn (1965) – Ölfarbe auf Holz.
- Hangar I (1965–1966) – Ölfarbe auf Leinwand.
- Spieke (1970) – Ostindische Tinte auf Papier.
- Moeder met kind (1970) – Gouache auf Papier (Porträt seiner Frau und eines seiner Söhne).
- De Duivel en de Fee – Illustrationen für den Erzählband Als d’oude Peperbus vertelt… (1976).
- De Verloren Hoek (1977).

Schließlich erhielt er als Krönung seines Lebenswerkes einige wichtige Retrospektiven. Er wurde 1970 in Ostende im Museum für Schöne Künste gehuldigt und 1975 im Kursaal. 1978 erhielt er eine große Ehrung. Zu diesem Anlass erschien ein Buch, zusammengestellt von seinem Sohn Louis Sorel, mit Beiträgen bekannter Autoren, wie z. B. seinem Freund Karel Jonckheere.
1977 verabschiedete er sich als Direktor von der Akademie. Seine Gesundheit verschlechterte sich anschließend rapide und er starb in Ostende am 14. Mai 1981.

## Nachwirkung
Sorels Werk wurde 1980 und 1981 noch in der Ostender Gallerie de Peperbusse ausgestellt. Von 1976 bis 1991 organisierte sein ältester Sohn Louis Sorel eine permanente Ausstellung der Werke seines Vaters im Museum Gustaaf Sorel in Ostende. Eine große Ausstellung folgte von Dezember 2005 bis Februar 2006 in den Venetiaanse Gaanderijen te Oostende.
Eine Anzahl seiner Werke hängt heute im Städtischen Museum für Schöne Künste von Ostende, aber viele Werke sind noch im Privatbesitz. Zahlreiche seiner Werke befinden sich zudem in Sammlungen in Roubaix, Paris, Bordeaux und New York.

## Auszeichnungen
- Prijs van het Oostends Kursaal (1937)
- Prix Thorlet de l’Académie Française (1954)
- Silberne Médaille de la Ville de Paris (1954)